# Eugene Pallette
Eugene Pallette (Winfield, 8 juli 1889 – Los Angeles, 3 september 1954) was een Amerikaanse acteur. Hij verscheen van 1913 tot 1946 in meer dan 240 films.

## Biografie
Eugene Pallette werd op 8 juli 1889 geboren in Winfield, een plaats in Kansas. Hij was de zoon van William Baird Pallette en Elnra Jackson. Nadat hij een opleiding had gevolgd aan de Militaire Academie in Culver (Indiana) werkte hij zes jaar lang voor een castingsbureau voor toneelstukken.

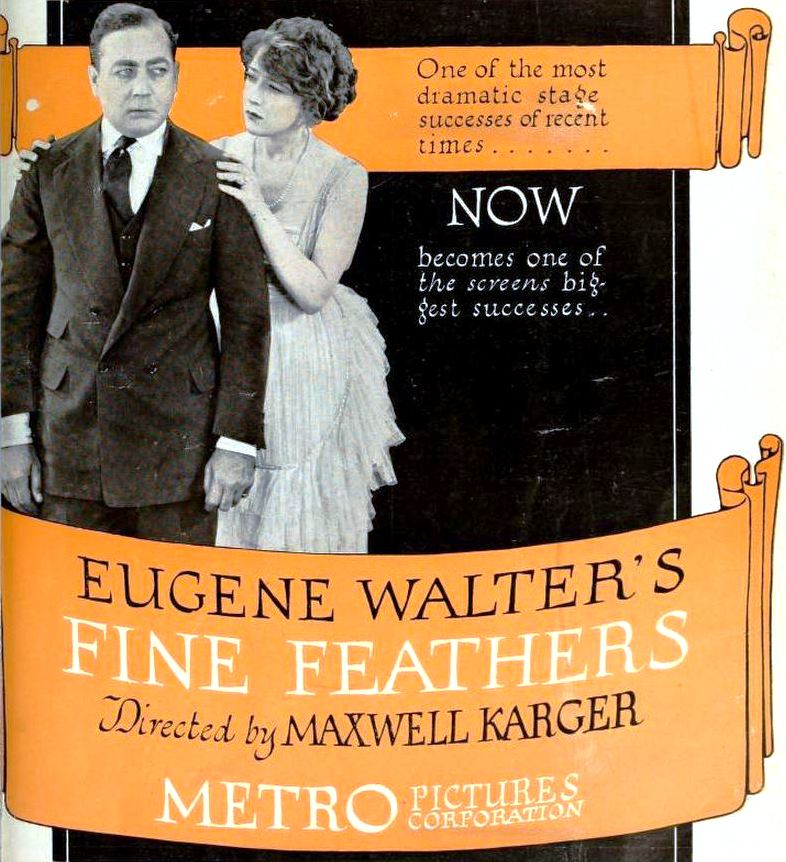
Eugene Pallette in de stomme film Fine Feathers (1921)

### Stomme films
Rond 1911 speelde Pallette figurant in diverse stomme films. Zijn naam werd voor het eerst in de credits vermeld in de korte westernfilm The Fugitive, een film uit 1913 van Wallace Reid. Vanaf dat moment werd hij steeds vaker voor westerns gevraagd. Hij acteerde in een aantal films van D. W. Griffith, zoals The Birth of a Nation (1915) en Intolerance (1916). In deze periode had hij een slank en atletisch figuur, maar hij zou later pas echt bekend worden als een zwaarlijvig acteur.
Nadat hij een groot aantal kilo's was aangekomen kreeg hij in 1927 een contract bij Hal Roach Studios, waar hij diverse rollen speelde in de vroege Laurel and Hardy-films. Hij nam verder in gewicht toe, tot wel 135 kilogram.

### Geluidsfilms
Toen de geluidsfilm werd geïntroduceerd, verwierf Eugene Pallette nog meer bekendheid door zijn raspende lage stem. Deze werd beschreven als "een halve octaaf lager dan ongeacht wie dan ook in de cast".
Typische rollen van Pallette waren het geïrriteerde gezinshoofd (My Man Godfrey in 1936, The Lady Eve in 1941), de cynische intrigant achter de schermen (Mr. Smith Goes to Washington in 1939) of de norse detective. Het meest bekend werd Pallette echter als Friar Tuck in The Adventures of Robin Hood (1938) en een soortgelijke rol in The Mark of Zorro (1940).
De regisseur Otto Preminger castte Pallette als de vader van de hoofdrolspeelster Jeanne Crain in de film In the Meantime, Darling, die in 1944 in première ging. Omdat Pallette erg racistisch was, raakte hij vaak in botsing met Preminger. Tijdens een bepaalde scène moest Palette naast Clarence Muse gaan zitten, maar Pallette weigerde en zei tegen Preminger: "You're out of your mind, I won't sit next to a nigger" ("Je bent niet goed bij je hoofd, ik ga niet naast een nikker zitten"). De regisseur noemde Pallette "an admirer of Hitler and convinced that Germany would win the war" ("een bewonderaar van Hitler en overtuigd dat Duitsland de oorlog zou winnen") en stapte uiteindelijk naar de directie van 20th Century Fox, waarop Pallette werd ontslagen. De nog niet geschoten scènes met Pallette werden uit het script verwijderd.
Eugene Pallette werd steeds minder vaak gecast en speelde zijn laatste rol in 1946, in de film noir Suspense.

### Laatste jaren
Eugene Pallette haalde een aantal keren het nieuws in 1946 toen hij een fort in de bergen liet bouwen in de buurt van Imnaha, een plaatsje in Oregon. Pallette was er namelijk van overtuigd dat de wereld zou vergaan door een atoomoorlog, en liet het fort bouwen als een onderduikplaats. Hij kocht enorme hoeveelheden vee en voedsel en liet bij het fort een houtzagerij bouwen en een fabriek om voedsel in te blikken.
Toen de atoomoorlog uitbleef, keerde Pallette na twee jaar terug naar Los Angeles om weer in films te spelen, maar werd geen enkele keer meer gecast. Op 3 september 1954 stierf Eugene Pallette op 65-jarige leeftijd in zijn appartement aan keelkanker.

## Filmselectie
- The Birth of a Nation (1915)
- The Highbinders (1915)
- The Story of a Story (1915)
- The Spell of the Poppy (1915)
- Sunshine Dad (1916)
- Intolerance (1916)
- Tarzan of the Apes (1918)
- Fair and Warmer (1919)
- Parlor, Bedroom and Bath (1920)
- The Three Musketeers (1921)
- Fine Feathers (1921)
- The Ten Commandments (1923)
- To the Last Man (1923)
- North of Hudson Bay (1923)
- The Wolf Man (1924)
- Stupid, But Brave (1924)
- The Cyclone Rider (1924)
- The Light of Western Stars (1925)
- Mantrap (1926)
- Should Men Walk Home? (1927)
- Fluttering Hearts (1927)
- Sugar Daddies (1927)
- The Second Hundred Years (1927)
- The Battle of the Century (1927)
- Lights of New York (1928)
- Out of the Ruins (1928)
- The Canary Murder Case (1929)
- The Virginian (1929)
- The Love Parade (1929)
- Follow Thru (1930)
- Paramount on Parade (1930)
- Playboy of Paris (1930)
- Slightly Scarlet (1930)
- Fighting Caravans (1931)
- The Stolen Jools (1931)
- Girls About Town (1931)
- It Pays to Advertise (1931)
- Huckleberry Finn (1931)
- Shanghai Express (1932)
- Strangers of the Evening (1932)
- Dancers in the Dark (1932)

- Wild Girl (1932)
- The Half-Naked Truth (1932)
- Hell Below (1933)
- The Kennel Murder Case (1933)
- I've Got Your Number (1934)
- Strictly Dynamite (1934)
- Caravan (1934)
- The Dragon Murder Case (1934)
- Bordertown (1935)
- The Ghost Goes West (1935)
- Steamboat Round the Bend (1935)
- Dishonour Bright (1936)
- The Golden Arrow (1936)
- My Man Godfrey (1936)
- Stowaway (1936)
- Topper (1937)
- One Hundred Men and a Girl (1937)
- The Adventures of Robin Hood (1938)
- There Goes My Heart (1938)
- Mr. Smith Goes to Washington (1939)
- Young Tom Edison (1940)
- The Mark of Zorro (1940)
- It's a Date (1940)
- The Lady Eve (1941)
- The Bride Came C.O.D. (1941)
- The Big Street (1942)
- Almost Married (1942)
- Lady in a Jam (1942)
- The Male Animal (1942)
- Tales of Manhattan (1942)
- The Forest Rangers (1942)
- Slightly Dangerous (1943)
- It Ain't Hay (1943)
- Heaven Can Wait (1943)
- The Gang's All Here (1943)
- In the Meantime, Darling (1944)
- Pin Up Girl (1944)
- Step Lively (1944)
- Sensations of 1945 (1944)
- The Cheaters (1945)
- Suspense (1946)

- Biblioteca Nacional de España: XX1799572
- Bibliothèque nationale de France: cb140411242 (data)
- Gemeinsame Normdatei: 1206134402
- International Standard Name Identifier: 0000 0000 5944 0589
- Library of Congress Control Number: n85376720
- Nationale Bibliotheek van Israël: 987007426717905171
- SNAC: w6224k31
- Système universitaire de documentation: 085689629
- Virtual International Authority File: 49424219
- WorldCat: E39PBJpVbDkt7mYYYgpFxRY3wC